# (2906) Caltech
(2906) Caltech ist ein Asteroid des Hauptgürtels. Er wurde am 13. Januar 1983 von C. Shoemaker entdeckt und noch im selben Jahr nach dem California Institute of Technology, kurz Caltech benannt.